# LOVE & TRUTH
「LOVE & TRUTH」（ラブ・アンド・トゥルース）は、日本のシンガーソングライター・YUIのメジャー10作目（通算11作目）のシングル。

## 概要
- 前作「My Generation/Understand」から約3か月ぶりのシングル。
- 表題曲は沢尻エリカ主演の映画『クローズド・ノート』の主題歌に起用された[1][2][3]。映画のタイアップを手掛けるのは前作から引き続き2作連続となった。
- ジャケットが異なる初回生産限定盤と通常盤の2形態で発売され、初回生産限定盤には特典として表題曲の映画版ミュージック・ビデオを収録したDVDが同梱された[注 1][2]。「CHE.R.RY」以来2作ぶりに複数形態で発売された。
- 今作発売に先駆けて同年9月5日には、YUIがナレーションを務め、映画本編の映像や音楽を使ったミュージック・ビデオ、表題曲のインストゥルメンタル版ミュージック・ビデオなどを収録した映像作品『映画「クローズド・ノート」Music Movie with YUI』が発売された[4]。
- オリコンチャートデイリー1位[5]、初登場1位を獲得。2作連続での首位獲得を果たした[6]。

## 収録曲
| 全作曲: YUI。 |                                            |      |            |              |      |
| #             | タイトル                                   | 作詞 | 作曲・編曲 | 編曲         | 時間 |
| 1.            | 「LOVE & TRUTH」                           | YUI  | YUI        | northa+      | 4:21 |
| 2.            | 「Jam」                                    | YUI  | YUI        | SHIGEZO      | 3:07 |
| 3.            | 「My Generation 〜YUI Acoustic Version〜」 | YUI  | YUI        | YUI、northa+ | 3:55 |
| 4.            | 「LOVE & TRUTH 〜Instrumental〜」          |      | YUI        | northa+      | 4:21 |

### 解説
1. LOVE & TRUTH
映画『クローズド・ノート』のために書き下ろした楽曲[1]。
2. Jam
3. My Generation 〜YUI Acoustic Version〜
両A面からなる、メジャー9thシングルの表題1曲目の弾き語りアコースティックバージョン。
4. LOVE & TRUTH 〜Instrumental〜
表題曲のインストゥルメンタルバージョン。

## 参加ミュージシャン
- YUI：Vocal & Chorus (#1〜3)、Guitar (全曲)

Support Musician
- 鈴木Daichi秀行：Guitar & Programming (#1,4)、Bass (#2)
- SHIGEZO：Guitar & Programming (#2)
- 古川昌義：Guitar (#1)
- オダクラユウ：Guitar (#2)
- そうる透：Drums (#1)
- 佐治宣英：Drums (#2)
- 四家卯大ストリングス：Strings (#1)

## タイアップ
- 東宝配給映画『クローズド・ノート』主題歌 (#1)

## 収録アルバム
- I LOVED YESTERDAY (#1)
- MY SHORT STORIES (#2)
- ORANGE GARDEN POP (#1)